# Jamyang Damchö
Jamyang Damchö was een 19e-eeuws Tibetaans geestelijke.
Hij was de achtenzeventigste Ganden tripa van ca. 1864 tot ca. 1869 en daarmee de hoofdabt van het klooster Ganden en hoogste geestelijke van de gelugtraditie in het Tibetaans boeddhisme.
Jamyang Damchö werd geboren in Gyelrong in Kham, aan het eind van de 18e of het begin van de 19e eeuw. Ook over zijn verdere leven zijn niet veel details met zekerheid bekend. Vermoedelijk studeerde hij aan een van de kloosterscholen van Drepung, Ganden of Sera, dat was zeer gebruikelijk voor een latere Ganden tripa. Wel is zeker dat hij tantra studeerde aan het Gyume-college. Hij is waarschijnlijk ook abt geweest aan het Jangtse-college, dat was een normale voorbereiding voor de functie van Ganden tripa, gewoonlijk werd daarvoor een abt gekozen van het Jangtse- of het Shartse-college. In 1860 of 1861 werd Jamyang Damchö gekozen tot Ganden tripa, wat hij de gebruikelijke termijn van 7 jaar bleef, tot 1866 of 1867. Het jaar van zijn overlijden is niet bekend.